# Chen Xitong
Chen Xitong (chinesisch 陈希同, Pinyin Chén Xītóng; * 10. Juni 1930 in Anyue, Sichuan; † 2. Juni 2013 in Peking) war Bürgermeister von Beijing (1983–1995) und Mitglied des Politbüro des ZK der KPCh (1992–1995). Er wurde wegen Korruption 1997 aus der KPCh ausgeschlossen und 1998 zu 16 Jahren Gefängnis verurteilt.

## Politische Karriere
Chen arbeitete in der Stadtverwaltung von Peking in den 1950er und 1960er Jahren. Während der Kulturrevolution war er zwischen 1966 und 1971 für die Landreform tätig. Er wurde 1979 stellvertretender Bürgermeister und war 1983–1995 Bürgermeister von Peking.
Dieses Amt hatte er somit auch während des Tian’anmen-Massakers 1989 inne. Er galt als Hardliner und Sprachrohr bei der blutigen Niederschlagung der Studentenproteste. Umso überraschender entschuldigte er sich 2012 im Buch "Gespräche mit Chen" für seine Mitbeteiligung: "Niemand hätte am 4. Juni sterben müssen, wenn richtig mit dem Vorfall umgegangen worden wäre." Er gab an, einzig auf Befehl von oben gehandelt zu haben.
1992 wurde er in das Politbüro aufgenommen. Während der Amtszeit von Jiang Zemin als Staatspräsident (1993–2003) kritisierte Chen ihn mehrmals öffentlich und opponierte gegen ihn. Diese politischen Ränkespiele zwischen der "Shanghaier-Fraktion" von Jiang und der Peking-Fraktion von Chen trugen zu seinem politischen Niedergang bei. Im April 1995 wurde Chen der Korruption und der Missachtung von Pflichten beschuldigt. Im Herbst 1997 wurde er aus der KPCh ausgeschlossen und 1998 zu insgesamt 16 Jahren Gefängnis verurteilt. Im gleichen Verfahren wurde sein Sohn Chen Xiaotong zu 12 Jahren Gefängnis verurteilt.
2006 wurde Chen aus dem Qincheng-Gefängnis aus Gesundheitsgründen entlassen.
Chen starb am 2. Juni 2013 im 82. Altersjahr an Darmkrebs.